# 弁護士イーライのふしぎな日常
『弁護士イーライのふしぎな日常』（原題：Eli Stone ）は、2008年から2009年にかけてアメリカ合衆国のABCで放送されたテレビドラマ。全2シーズン、26話。日本では、CSチャンネルAXNが最新シーズンを独占初放送している。ジョージ・マイケルが本人役で出演し、多くの曲がつかわれている。
日本版DVDは全2シーズンをひとまとめにしたコンプリートシリーズとして発売されており、1話から13話がシーズン1、14話から26話がシーズン2に相当する。

## ストーリー
優秀な弁護士をそろえ、大手会社を顧客としている弁護士事務所WPKに所属しているイーライ・ストーンは、美人の婚約者に、高級車を乗り回し、誰もがうらやむ弁護士だったが、ある日幻覚を見始める。秘書に紹介された鍼師からは「予言者」と呼ばるもののその幻覚は時を選ばない。医師である兄に診断をしてもらうと脳動脈瘤とわかり、幻覚もそのせいだと言われる。しかし、幻覚を何度も経験していくうち、イーライは予言者として世界を少しずつ変えていく…。

## キャスト
イーライ・ストーン
演 - ジョニー・リー・ミラー、日本語吹替 - 土田大
スタンフォード大学のロースクールを卒業後最高裁判所の書記を務めた。その後サンフランシスコの大手弁護士事務所「W.P.K」に入り8年が経つ。事務所からリリースされた高級車を愛用し高級マンションに住む。事務所の代表であるジョーダンには事務所を任せたいという希望を持たされるほど有能だったが、ある日幻覚を見始める。パティに紹介された鍼師ドクター・チェンに幻覚は預言だと言われ、最初は半信半疑だったものの、何度もチェンを訪ねるうちに、信頼するようになる。幻覚が自分の担当する訴訟に関するものだと知り、利益よりも依頼人のために動くようになる。そのため、事務所の同僚や、ジョーダンの娘であり婚約者でもあるテイラーにも正気を疑われた。シーズン1ラストで手術に成功し、脳動脈瘤と幻覚も消えたが、その後、ある理由で自ら幻覚を受け入れ、動脈瘤も再発する。
兄のネイサンは医師で、イーライを動脈瘤と診断したのも彼。父親も幻覚を見ており、若い頃のチェンの雇い主でもあった。
ジョーダン・ウェザーズビー
演 - ヴィクター・ガーバー、日本語吹替 - 広瀬彰勇
「W.P.K」の代表で、部下からは「鬼経営陣」とも言われる。顧客の大手会社を勝たせる事に人生をかけている。イーライに事務所を任せたいと思っていたが、イーライが幻覚を見始めた頃から彼を不審に思う。そのため、車やオフィスを取り上げた。それでもシーズン1ラストでは彼を擁護しようとする。シーズン2では、イーライの影響で、事務所を公益専門に変えようとし、他の経営陣と対立することになる。最終的に権利を剥奪され、イーライと共に新たな事務所を立ち上げた。
テイラー・ウェザーズビー
演 - ナターシャ・ヘンストリッジ、日本語吹替 - 冬馬由美
イーライの婚約者だったが、幻覚が原因で別れる。長い間他の弁護士事務所に勤めていたが、父親に勧められて「W.P.K.」に入る。家族法が専門の優秀な弁護士で父親との仲も良好。イーライの病気については知っていたものの、周囲には隠していた。イーライと別れた後はダウドと一度だけ関係を持ち、その後、付き合いだした。動物が苦手で、本人曰く「特にゴリラ系が苦手」らしい。シーズン2からは父親が新たに作った事務所に移った。
パトリシア・デラクレア
演 - ロレッタ・デヴァイン、日本語吹替 - 高乃麗
イーライの秘書。イーライがオフィスをジョーダンに奪われた後、テイラーの秘書になる。その後、再びイーライの秘書に戻る。事務所の上司と昔つきあっていたが、ある事件がきっかけで別れる。シーズン2ではジョーダンの新たな事務所に移り、引き続きイーライの秘書を務める。
マット・ダウド
演 - サム・ジェーガー、日本語吹替 - 佐藤美一
イーライの同僚の弁護士。皮肉屋だが、騙されやすく、憎めない性格。イーライと別れたテイラーに言い寄るが、迷惑がられていた。その後、何度もアピールを続け、付き合いだす。シーズン2では、「新しい事務所は自分に合わない」という理由からジョーダンの事務所には行かず、ポーズナーの事務所に行ったが心変わりしジョーダンの新たな事務所に移動する。
ドクター・チェン
演 - ジェームズ・サイトウ、日本語吹替 - 岩崎ひろし
片言の英語をしゃべることもあるが、本当は正真正銘のアメリカ人。北京で2年間鍼の修行をしていたため、その腕はたしか。彼のおかげでパティの友人はテニス肘と便秘が治った。大学で哲学を学んだものの、それだけでは生きていけないので鍼師になった。それでも仕事はなく、イーライの父親の電気店で働いていた。父親から息子のことを頼まれており、イーライが幻覚を見たのは、彼が父親と同じ「予言者」だからだと信じている。
ネイサン・ストーン
演 - マット・レッシャー、日本語吹替 - 中西としはる
イーライの兄で医者。イーライの脳を診断した際に脳動脈瘤があることを上司から知らされる。イーライが健康診断を求められたときに偽の診断書を作成する。シーズン2では脳動脈瘤を発症し、一時的に幻覚をみるが、イーライが身代わりになる形で、動脈瘤も幻覚も消える。
マギー・デッカー
演 - ジュリー・ゴンザロ、日本語吹替 - 竹田まどか
イーライの新しいパートナーである弁護士。ドジで空気が読めないため、イーライ以外の同僚からは、厄介者扱いされている。シーズン1後半で婚約を決めるが、シーズン2では婚約者の浮気が原因で別れる。その後、イーライに愛していると伝えるが、そのイーライと一緒にはいられないという理由から、ポーズナーの事務所に行く。
キース・ベネット
演 - ジェイソン・ジョージ、日本語吹替 - 板倉光隆
裁判で出会ったジョーダンに雇われる。刑事事件に詳しい。ジョーダンやイーライとの関係は良好で、ポーズナーとジョーダンが争った後も、ジョーダンに味方した。
マーティン・ポーズナー
演 - トム・アマンデス
「W.P.K.」の代表の一人。以前イーライと共に裁判で戦ったことがある。シーズン2では、事務所を公益専門にするというジョーダンと対立し、彼を追い出す。
ベス・ケラー
演 - ローラ・ベナンティ、日本語吹替 - 安永亜季
息子を自閉症にした防腐剤の使用をやめさせるべく、裁判を起こしイーライに弁護を依頼する。後にネイサンとつきあう。しかし、結婚式を前に心変わりし結婚自体がご破算となった。

## エピソード
| 原題                        | 邦題                           | 内容                                                 |
| --------------------------- | ------------------------------ | ---------------------------------------------------- |
| Pilot                       | フェイス                       | ある日突然幻覚に襲われたイーライ。                   |
| Freedom                     | フリーダム                     | 新人弁護士マギーが彼につきまとってくる。             |
| Father Figure               | 父と子                         | 幻覚に従った結果、婚約者と争う羽目に。               |
| Wake Me Up Before You Go-Go | 眠りから目覚めたら…            | ある男の幻覚を見始めたイーライ。                     |
| One More Try                | ワン・モア・トライ             | かつてイーライが担当した案件が差し戻されてしまう。   |
| Something To Save           | 守りたい物                     | イーライは弁護士資格剥奪の危機に立たされてしまった。 |
| Heal The Pain               | 少年の悲しみ                   | 今度はドラゴンの幻覚を見始める。                     |
| Praying For Time            | 祈りよとどけ                   | 地震の幻覚をイーライは未来のことだと推測する。       |
| I Want Your Sex             | アイ・ウォント・ユア・セックス | イーライの前に本物のあの人が現れる。                 |
| Heartbeat                   | 命のリスト                     | イーライは兄が訴えられたため彼を守ろうとする。       |
| Patience                    | 壇上の男                       | イーライはキースと協力しある服役囚を助けようとする。 |
| Waiting For That Day        | 運命の木曜日                   | イーライは地震の幻覚が現実になることを知る。         |
| Soul Free                   | 魂の旅                         | 遂にイーライは手術をうけることに。                   |